# نوط القدس
نوط القدس هو أحد الأوسمة المدنية الفلسطينية، يمنحه الرئيس الفلسطيني للشخصيات الفلسطينية والعربية والأجنبية التي قدمت خدماتٍ لفلسطين، وهذا الوسام من نوع "نوط" وهو بذلك يختلف عن وسام القدس.

## التاريخ
أسست السلطة الوطنية الفلسطينية نوط القدس قبل عام 2013 ومنحته لشخصياتٍ فلسطينية وعربية عدة.
في عام 2013 صدر مرسوم رئاسي عن الرئيس الفلسطيني محمود عباس يقضي باعتماد نوط القدس كأحد الأنواط والميداليات المدنية التي تمنحها دولة فلسطين، ليجري منذ عام 2013 منحه للأفراد والشخصيات الفلسطينية والعربية والأجنبية التي قدمت خدماتٍ للوطن الفلسطيني.
في عام 2015 جرى تطوير نوط القدس؛ حيث جرى تغيير شكله كاملًا، كما أصبح مكونًا من درجتين وهما "نوط القدس الذهبي" و"نوط القدس الفضي".

## رُتب النوط
يُمنح نوط القدس بواحدة من الدرجتين التاليتين:
| نوط القدس الذهبيّ. | نوط القدس الفضيّ. |
| ----------------- | ---------------- |
|                   |                  |

## حائزون عليه
- جمعة الماجد (2005).[6]

- محمد رأفت شحاتة (2006).[7]

- سعيد العتبة (2007).[8]

- سميح المدهون (2007).[9]

- جوليانو مير خميس (2011).[10]

- فيتوريو أريغوني (2011).[11]

- محمد هاشم أبو شعبان (2013).[12]

- محمد أبو خضير (2015).[13]

- عبد القادر أبو الفحم (2018).[14]